# Пьотър Витгенщайн
Пьотър Витгенщайн или Лудвиг Адолф Петер фон Сайн-Витгенщайн-Берлебург (на руски: Пётр Христианович Витгенштейн; на немски: Ludwig Adolph Peter (Pjotr Christianowitsch) zu Sayn-Wittgenstein-Berleburg) е руски военачалник, командвал корпус и армии във войните с Наполеон I през 1812 – 1814 и Османската империя през 1828 година.

## Биография
Витгенщайн произхожда от немски аристократичен род. Баща му Христиан Лудвиг Казимир фон Сайн-Витгенщайн-Берлебург-Лудвигсбург (1725 – 1797) е генерал на руска служба, а самият той е родом от Нежин. Още 11-годишен е записан в гвардейския Семьоновски полк, а на 25 командва ескадрон в Полша при потушаването на въстанието на Косцюшко. През 1799 е произведен в генерал-майор и командир на хусарски полк.
В края на управлението на император Павел генерал Витгенщайн изпада в немилост и е принуден да подаде оставка. При възкачването на Александър I е възстановен на служба и се издига още във военната йерархия. През лятото на 1812, при нахлуването на Наполеон в Русия, Витгенщайн оглавява силите, които преграждат пътя на французите към Санкт Петербург на река Западна Двина. В сражението при Клястици през юли удържа победа, с която спасява столицата от нашествениците. През октомври преминава в настъпление, за да пресече отстъплението на основните френски сили от Москва. Печели битките при Полоцк и Чашники, но при Березина допуска Наполеон да се изплъзне от обкръжение. Пренасяйки войната в Германия, през февруари 1813 Витгенщайн превзема Берлин. След смъртта на Кутузов през април е назначен за главнокомандващ съюзните руско-пруски войски. След неуспешните сражения с наполеоновите войски при Лютцен и Бауцен месец по-късно отстъпва поста на генерал Барклай-де-Толи. До победата над Наполеон през 1814 командва корпус в Германия и Франция.
През 1826, веднага след възкачването на император Николай I, Витгенщайн е издигнат в чин генерал-фелдмаршал. През 1828, при избухването на руско-турската война, му е поверено командването на Дунавския оперативен театър. Подчинените му войски окупират Молдова, Влахия и Добруджа, овладявайки силните крепости Браила и Варна, но са спрени под стените на Шумен. Заради ограничения успех, тежките загуби и постоянната намеса на императора в командването, в началото на 1829 Витгенщайн предава командването над руските войски на Дунав.
На 1 май 1834 г. в Берлин той става 1. княз на Сайн-Витгенщайн.

## Фамилия
Той се жени на 27 юни 1798 г. в Полоцк за Антония Станиславовна контеса Снарска (* 23 март 1774 в Полоцк; † 27 юли 1856 в Каменка). Те имат децата:
- Лудвиг Адолф Фридрих (* 17 юни 1799; † 20 юли 1866), 2. княз на Сайн и Витгенщайн, от 23 септември 1861 княз на Сайн-Витгенщайн-Сайн (в Лудвигсбург), императорски руски фелдмаршал

∞ 14 юни 1828 принцеса Стефания Радзивил (* 9 декември 1809; † 26 юли 1832)
∞ 23 октомври 1834 принцеса Леонила Ивановна Бариатинска (* 9 май 1816; † 1 февруари 1918)
- Станислаус (* 9 юни 1800; † януари 1820)
- Александер (* 15 август 1803; † 30 май 1858) ∞ 12 ноември 1824 София Ивановна Горголи (* 17 май 1808; † 10 юни 1835)
- Петер
- Георг (* 26 май 1807; † 21 март 1857) ∞ 24 август 1835 принцеса Емилия Святополк-Четвертинска (* 20 октомври 1819; † 24 ноември 1896)
- Алексей (* 26 август 1810; † 10 октомври 1842)
- Николаус (кръстен 10 март 1812; † 10 март 1864)

∞ 26 април 1836 (развод 1855) Елизабет Петровна Ивановска (* 7 февруари 1819; † 10 март 1889)
∞ 13 януари 1857 Мария Василиевна Михайлова (* 22 март 1830; † 20 декември 1864)
- Емилия (* 24 юни 1801; † 10 май 1869) ∞ 26 октомври 1821 принц Петер Трубецкой (* 7 април 1798; † 3 юни 1871)
- Мария
- Елизабет
- Антония